# Cremastus manitobae
Cremastus manitobae là một loài tò vò trong họ Ichneumonidae.